# Блайден, Эдуард Уилмот
Эдуард Уилмот Бла́йден (англ. Edward Wilmot Blyden; 3 августа 1832, Сент-Томас, Датская Вест-Индия — 7 февраля 1912, Фритаун) — западноафриканский просветитель, писатель

, журналист, историк, лингвист, политик, дипломат, родоначальник концепции африканского «культурного национализма» и основной идеолог панафриканизма второй половины XIX — начала XX века.

## Биография
Эдуард Блайден родился на острове Сент-Томас (Виргинские острова), являвшимся в то время колонией Дании. Его родители, вероятно, были игбо по происхождению. Они были свободными людьми, жившими в англоязычной еврейской округе, а в 1842-1845 годах поселившимися в Порто-Бельо в Венесуэле, где у Эдуарда раскрылись способности к языкам.

Он впечатлил пастора местной Нидерландской реформатской церкви, белого американца Джона Нокса, отправившего его учиться на священнослужителя в США, но в теологический колледж Ратгерского университета его не приняли из-за расовой принадлежности. В итоге он в 1850 году присоединился к волнам чёрных иммигрантов из Америк в созданную Американским колонизационным обществом Либерию, где занялся журналистикой. Когда будущий британский премьер-министр Уильям Гладстон, с которым Блайден состоял в переписке, предложил ему возможность учиться в Англии, тот уже отказался из-за своих обязанностей в Либерии. 

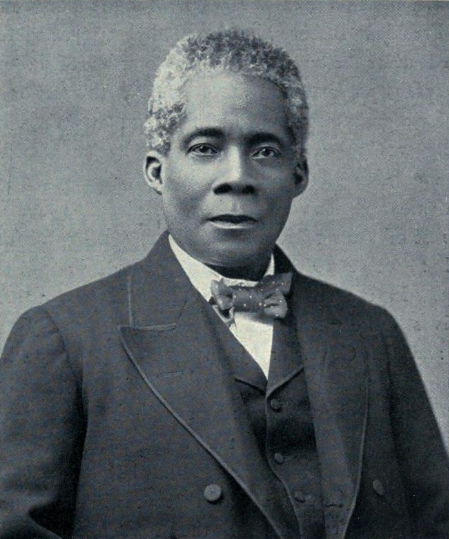
Блайден в 1906 году

В 1850-е годы принимал участие в карательных походах против африканских племён (кру и других). К 1851 году он пришёл к идее панафриканизма. В 1856 году женился на Саре Етс, племяннице Хилари Етса, занимавшего пост вице-президента Либерии. Позже у него завязались отношения с Анной Эрскин, внучкой дважды президента Либерии Джеймса Сприггса Пейна. Среди его потомков — внук и тёзка Эдуард Уилмот Блайден III, ставший известным педагогом, политологом-постколониалистом и дипломатом (в том числе послом в СССР).
С 1856 по 1857 год Блайден являлся редактором газеты «Лайбириа геральд» («Liberia Herald»); за это время он опубликовал свою первую книгу — памфлет Voice From Bleeding Africa. В 1861 году стал профессором греческого языка и латыни в Либерийском колледже, президентом которого он будет в 1880–1884 годах. Он также проводил много времени в других британских колониях в Западной Африке, особенно в Нигерии и Сьерра-Леоне. Так, в 1871 году он переехал во Фритаун, где основал газету «Нигроу» («The Negro») и где до сих проживают некоторые из его потомков. В 1870-х годах возглавлял несколько экспедиций в Африке по изучению местных культур.
В разное время занимал посты министра иностранных дел Либерии (1860—1862 или 1862—1864 и 1878—1888), чиновника администрации колонии Сьерра-Леоне по работе во внутренних районах (1872—1873), министра внутренних дел Либерии (1880—1882), был послом Либерии в Британии (1877—1878) и Франции (1905). На президентских выборах 1885 года в Либерии как кандидат от Республиканской партии бросил вызов бессменно правящей Партии истинных вигов и действующему президенту Хилари Ричарду Райту Джонсону, но потерпел поражение.
Умер 7 февраля 1912 года во Фритауне.

## Политические идеи

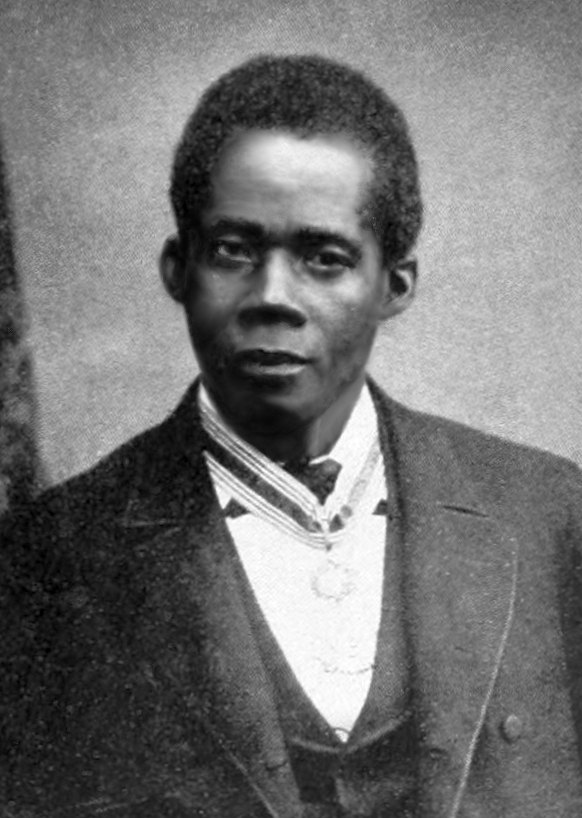
Блайден около 1900 года

Блайден являлся основателем панафриканизма и предтечей негритюда. Выступая с требованиями «духовной деколонизации» Африки (1872), он протестовал против порабощения и уничтожения африканской культуры западной, подчёркивал её самобытность, опровергал тезисы белых расистов о «расовой неполноценности» темнокожих африканцев, но шёл даже дальше в их противопоставлении европейцам. Так, он считал Африку колыбелью мировой цивилизации, а в своём учении об «африканской личности» утверждал, что для европейцев характерны сугубый материализм и индивидуализм, воинственность, конкуренция и культ науки, а африканцам свойственно духовное начало, связь с природой, естественность и доброжелательность, что вызвано особыми традиционными институтами и системой ценностей, связанными с географической и социальной средой.
Модель для выдвигаемого им «эфиопианства» он усматривал в сионизме, аналогичным образом предлагая афроамериканцам возвращаться на историческую родину их предков — в Африку. Он сравнивал их страдания в диаспоре с тем, что переживают евреи, и поддерживал проект по переселению последних в Палестину. В своём буклете «Еврейский вопрос» (The Jewish Question, 1898) Блайден вспоминал, что ещё путешествуя по Ближнему Востоку в 1866 году, он задался целью посетить Иерусалим, Стену Плача и гору Сион, «отраду всего человечества»; позже он познакомился с книгой Теодора Герцля «Еврейское государство».
Обосновывал необходимость самоопределения народов Западной Африки — как политического, так и религиозного. Выступал за независимые африканские церкви. Изначально был священником пресвитерианской церкви, но также заинтересовался исламом, найдя его «более африканской» религией (поскольку Африку южнее Сахары с ним знакомили жители Африки Северной), и занялся образованием мусульман Сьерра-Леоне. В целом выступал сторонником сближения африканцев — христиан и мусульман. В одной из его основных работ «Христианство, ислам и негроидная раса» (Christianity, Islam and the Negro Race, 1887) утверждается, что ислам, способный сплотить африканцев, должен стать главной религией Черной Африки, христианство же оказывает действие, разлагающее социальные структуры. Сразу после публикации в Британии книга вызвала широкий резонанс: значительная часть читателей не могла поверить, что книга написана чёрным африканцем.
Блайден считал, что территорию Либерии следует значительно расширить за счёт территорий современной Ганы и Бенина. Приобрёл некоторое количество последователей в западноафриканских странах, включая Джеймса Джонсона в Сьерра-Леоне, вместе с которым ратовал за африканизацию обучения и предлагал создать университет Западной Африки. Идеи Блайдена повлияли на такие важные фигуры панафриканизма XX века, как Маркус Гарви, Джордж Падмор и Кваме Нкрума.

## Сочинения
Книги
- Call of Providence to the Descendants of Africa in America", A Discourse Delivered to Coloured Congregations in the Cities of New York, Philadelphia, Baltimore, Harrisburg, during the Summer of 1862, in Liberia’s Offering: Being Addresses, Sermons, etc., New York: John A. Gray, 1862.
- Christianity, Islam and the Negro Race, London, W. B. Whittingham & Co., 1887; 2nd edition 1888; University of Edinburgh Press, 3rd edition, 1967; reprint of 1888 edition, Baltimore, Maryland: Black Classic Press, 1994 (edition on Googlebooks).
- African Life and Customs, London: C. M. Phillips, 1908; reprint Baltimore, Maryland: Black Classic Press, 1994.
- West Africa Before Europe: and Other Addresses, Delivered in England in 1901 and 1903, London: C. M. Phillips, 1905.

Статьи и речи

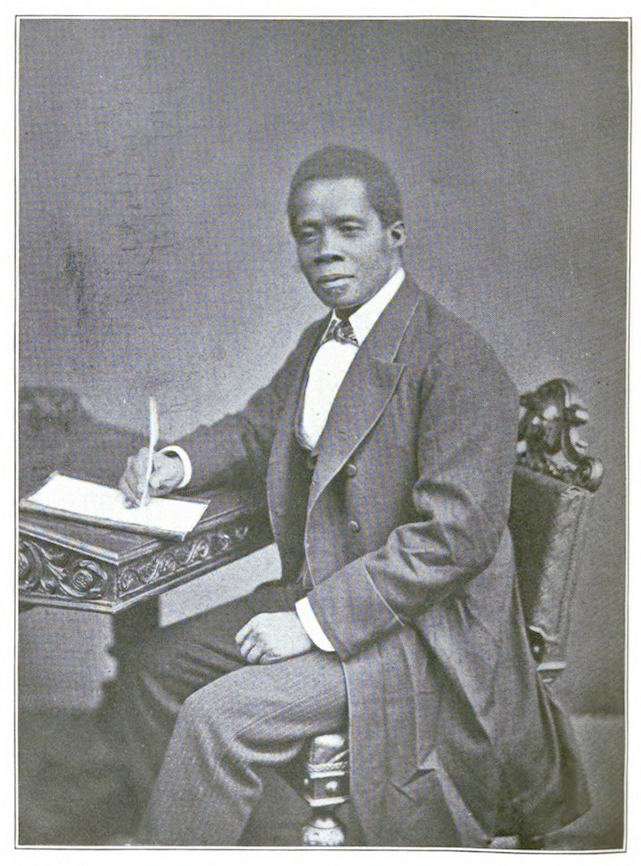
Блайден между 1900 и 1904 годами

- "Liberia as a Means, Not an End", Liberian Independence Oration: 26 July 1867; African Repository and Colonial Journal, Washington, DC: November 1867.
- "The Negro in Ancient History, Liberia: Past, Present, and Future", Methodist Quarterly Review, Washington, DC: M'Gill & Witherow Printer: 1869.
- "Africa for the Africans", African Repository and Colonial Journal, Washington, DC: January 1872.
- "The Origin and Purpose of African Colonization", A Discourse Delivered at the 66th Anniversary of the American Colonization Society, Washington, DC, 14 January 1883, Washington, 1883.
- "Liberia at the American Centennial", Methodist Quarterly Review, July 1877.
- "America in Africa," Christian Advocate I, 28 July 1898, II, 4 August 1898.
- "The Negro in the United States", A.M.E. Church Review, January 1900.
- "The problems before Liberia": A lecture delivered in the Senate chamber at Monrovia, January 18, 1909.